# Споменик Риги од Фере у Београду
Споменик Риги од Фере је споменик у Београду. Налази на углу улица Риги од Фере и Тадеуша Кошћушка у општини Стари град.
Посвећен је Риги од Фере (1757 — 24. јун 1798) грчком револуционару, песнику, националном јунаку и првој жртви устанка против Османског царства. Рига од Фере задављен је у кули Небојша у Београду.
Споменик је подигнут 1994. године од стране града Београда и Министарства културе Грчке, а рад је вајара Константина Аргириса.
На постољу са предње стране споменике пише:
„Ρήγας Φεραίος 1757—1798; Риги од Фере, српски и грчки народ.”